# Codetini
Codetini è una tribù di ragni appartenente alla sottofamiglia Spartaeinae della famiglia Salticidae dell'ordine Araneae della classe Arachnida.

## Distribuzione
L'unico genere oggi noto di questa tribù è stato rinvenuto in Asia meridionale.

## Tassonomia
A giugno 2011, gli aracnologi riconoscono 1 solo genere appartenente a questa tribù:
- Gelotia Thorell, 1890 — Asia meridionale (7 specie)